# Novus Magnificat
Novus Magnificat: Through the Stargate è un album musicale dell'artista americana Constance Demby, pubblicato nel 1986.
È considerato un capolavoro della musica New Age, ed è probabilmente il disco più venduto di quel genere musicale (con oltre 200 000 copie). 
L'opera è interamente suonata alle tastiere elettroniche, con l'aiuto di Michael Stearns. Grazie anche ad un abile lavoro di montaggio, le due lunghe composizioni riproducono sinfonie e sequenze della musica classica (per esempio Bach) utilizzando solamente strumenti elettronici e mixaggio in studio. È inoltre il primo album della Demby per l'etichetta Hearts of Space di Stephen Hill.

## Tracce
1. Part One – 26:04
2. Part Two – 27:12